# اولگا رومانووسکایا
اولگا رومانووسکایا (به انگلیسی: Olga Romanovskaya) (زاده ۲۲ ژانویهٔ ۱۹۸۶) خواننده ، مجری تلویزیون ، مدل اوکراینی است.
او قبلاً عضو گروه ویا گرا بود.